# Coby White
 Alec Jacoby "Coby" White (Goldsboro, 16 de fevereiro de 2000) é um jogador norte-americano de basquete profissional que atualmente joga no Chicago Bulls da National Basketball Association (NBA).
Ele jogou basquete universitário no North Carolina Tar Heels e foi selecionado pelos Bulls como a 7º escolha geral no draft da NBA de 2019.

## Carreira no ensino médio
White jogava basquete na Greenfield School em Wilson, Carolina do Norte. Ele marcou 3.573 pontos ao longo de sua carreira de quatro anos, tornando-se o maior artilheiro de todos os tempos na história do basquete do ensino médio na Carolina do Norte, um recorde anteriormente detido por JamesOn Curry. No final de sua última temporada, White foi nomeado Mr. Basquete da Carolina do Norte. Ele também foi premiado com o Prêmio de Jogador do Ano da Carolina do Norte pelo USA Today em 2018.
Durante o verão depois de se formar, White foi chamado para a Seleção Americana Sub-18 para competir na Copa América Sub-18 de 2018 no Canadá. White ajudou a levar a equipe a uma medalha de ouro como artilheiro da equipe.
| Nome | Cidade natal                           | Escola                 | Altura | Peso  | Data                |
| --- | -------------------------------------- | ---------------------- | ------ | ----- | ------------------- |
| Coby White PG | Goldsboro, NC                          | Greenfield School (NC) | 1,96 m | 77 kg | 28 de Julho de 2016 |
| Coby White PG | Recrutamento: Rivais: 247Sports: ESPN: |                        |        |       |                     |
| - Nota: Em muitos casos, Scout, Rivals, 247Sports e ESPN podem entrar em conflito em suas listas de altura e peso, nestes casos, a média foi obtida. - Fonte: |                                        |                        |        |       |                     |

## Carreira universitária

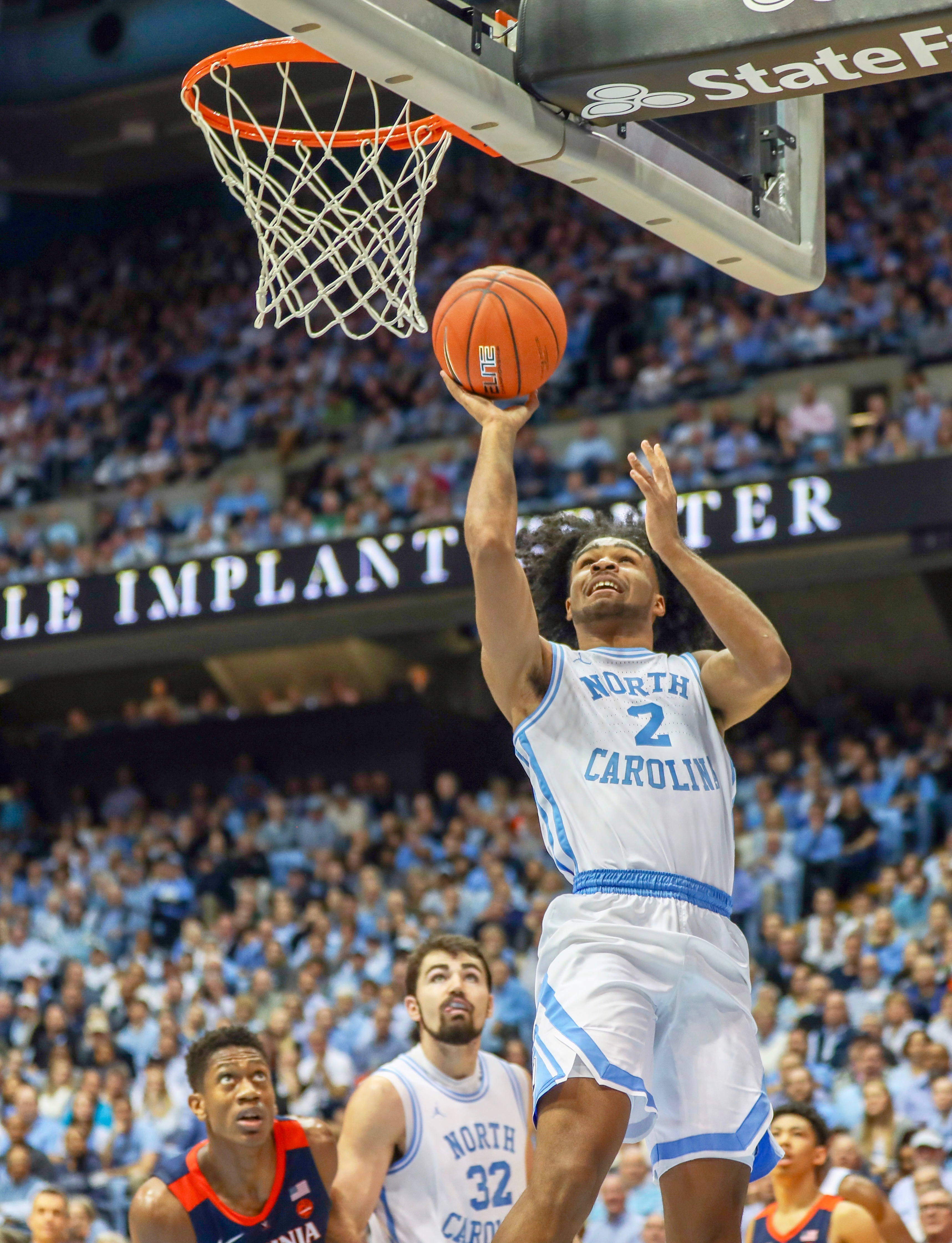
White em UNC

White assinou uma Carta de Intenção Nacional para jogar pela Carolina do Norte em 8 de novembro de 2017. Ele estreou em um jogo contra Wofford em 6 de novembro de 2018, registrando oito pontos e três assistências na vitória por 78-67.
Em 5 de março, White passou Michael Jordan na lista de calouros com mais pontos na Carolina do Norte com 469 pontos após uma vitória de 79-66 sobre Boston College. White ajudou a liderar a equipe no Torneio da NCAA, onde foram derrotados por Auburn por 97-80 no Sweet 16.
Em 3 de abril de 2019, White declarou-se para o draft da NBA de 2019 após uma temporada na Carolina do Norte onde teve médias de 16.1 pontos, 4.1 assistências e 1.1 rebotes.

## Carreira profissional

### Chicago Bulls (2019–Presente)
Em 20 de junho de 2019, o Chicago Bulls selecionou White como a sétima escolha geral no draft da NBA de 2019. White é o primeiro jogador da Carolina do Norte a ser selecionado na primeira rodada pelos Bulls desde Michael Jordan em 1984. Em 1 de julho de 2019, White assinou um contrato de 4 anos e US$24.1 milhões com os Bulls.
Ele participou da NBA Summer League de 2019 e obteve médias de 15,0 pontos, 5,6 rebotes e 4,8 assistências.
Em 23 de outubro de 2019, White fez sua estreia na NBA em uma derrota por 126-125 para o Charlotte Hornets e registrou 17 pontos, três rebotes e sete assistências. Este jogo fez dele o primeiro jogador nascido na década de 2000 a jogar na NBA.
Em 12 de novembro de 2019, White acertou sete cestas de 3 no quarto período contra o New York Knicks, estabelecendo um recorde da franquia de mais cestas de 3 pontos em um único quarto e terminou com 27 pontos na vitória por 120-102. Em 22 de fevereiro de 2020, ele marcou 33 pontos, o recorde de sua carreira, na derrota de 112-104 para o Phoenix Suns. White igualaria o recorde da sua carreira no dia seguinte, levando os Bulls a uma vitória por 126-117 sobre o Washington Wizards. Ele se tornou o primeiro novato na história da NBA com jogos consecutivos de 30 pontos vindo do banco. Em 25 de fevereiro, ele continuou a sequência e ultrapassou o recorde de sua carreira, marcando 35 pontos em uma derrota de 124-122 para o Oklahoma City Thunder. Em 15 de setembro de 2020, White foi nomeado para a Segunda-Equipe de Novatos da NBA.
Em 10 de fevereiro de 2021, White teve 30 pontos, com oito arremessos de 3 pontos, e 7 assistências na vitória por 129-116 sobre o New Orleans Pelicans, estabelecendo um recorde da franquia com Zach LaVine quando cada um deles fez 8 arremessos de 3.
Em 10 de junho de 2021, White passou por uma cirurgia no ombro esquerdo e foi afastado por pelo menos quatro meses. Em 22 de setembro, os Bulls exerceram sua opção de renovação no contrato de White, mantendo-o com a equipe até a temporada de 2022-23.
Em 31 de janeiro de 2023, em uma derrota por 108-103 para o Los Angeles Clippers, White se tornou o jogador mais rápido (237 jogos) na história da franquia a fazer 500 cestas de três pontos na carreira. Em 7 de julho de 2023, White assinou uma extensão de contrato de três anos e US$36 milhões com os Bulls.
Em 17 de abril de 2024, White marcou sua maior pontuação na carreira com 42 pontos em uma vitória por 131-116 sobre o Atlanta Hawks no Play-in. Foi a segunda maior pontuação na história do play-in, atrás apenas dos 50 pontos de Jayson Tatum em 2021.
Em 23 de abril de 2024, White ficou em segundo lugar no Prêmio de Jogar que Mais Evoluiu na temporada de 2023-24, perdendo para Tyrese Maxey do Philadelphia 76ers.

## Estatísticas da carreira

### NBA

#### Temporada regular
| Ano      | Equipe   | PJ  | PT  | MPJ  | AP   | 3P   | LL   | RT  | AS  | BR | TO | PPJ  |
| -------- | -------- | --- | --- | ---- | ---- | ---- | ---- | --- | --- | -- | -- | ---- |
| 2019–20  | Chicago  | 65  | 1   | 25.8 | .394 | .354 | .791 | 3.5 | 2.7 | .8 | .1 | 13.2 |
| 2020–21  | Chicago  | 69  | 54  | 31.2 | .416 | .359 | .901 | 4.1 | 4.8 | .6 | .2 | 15.1 |
| 2021–22  | Chicago  | 61  | 17  | 27.5 | .433 | .385 | .857 | 3.0 | 2.9 | .5 | .2 | 12.7 |
| 2022–23  | Chicago  | 74  | 2   | 23.4 | .443 | .372 | .871 | 2.9 | 2.8 | .7 | .1 | 9.7  |
| 2023–24  | Chicago  | 79  | 78  | 36.5 | .447 | .376 | .838 | 4.5 | 5.1 | .7 | .2 | 19.1 |
| Carreira | Carreira | 348 | 152 | 28.8 | .426 | .369 | .851 | 3.6 | 3.6 | .6 | .1 | 13.9 |

#### Play-In
| Ano      | Equipe   | PJ | PT | MPJ  | AP   | 3P   | LL   | RT  | AS  | BR  | TO | PPJ  |
| -------- | -------- | -- | -- | ---- | ---- | ---- | ---- | --- | --- | --- | -- | ---- |
| 2023     | Chicago  | 2  | 0  | 28.0 | .643 | .714 | —    | 2.5 | 4.5 | 1.0 | .5 | 11.5 |
| 2024     | Chicago  | 2  | 2  | 39.8 | .541 | .333 | .833 | 5.5 | 5.0 | 1.5 | .0 | 27.5 |
| Carreira | Carreira | 4  | 2  | 33.9 | .592 | .523 | .833 | 4.0 | 4.7 | 1.2 | .2 | 19.5 |

#### Playoffs
| Ano  | Equipe  | PJ | PT | MPJ  | AP   | 3P   | LL   | RT  | AS  | BR | TO | PPJ |
| ---- | ------- | -- | -- | ---- | ---- | ---- | ---- | --- | --- | -- | -- | --- |
| 2022 | Chicago | 5  | 0  | 19.6 | .333 | .276 | .800 | 3.4 | 1.8 | .2 | .0 | 8.4 |

### Universitário
| Ano     | Equipe         | PJ | PT | MPJ  | AP   | 3P   | LL   | RT  | AS  | BR  | TO | PPJ  |
| ------- | -------------- | -- | -- | ---- | ---- | ---- | ---- | --- | --- | --- | -- | ---- |
| 2018–19 | North Carolina | 35 | 35 | 28.5 | .423 | .353 | .800 | 3.5 | 4.1 | 1.1 | .3 | 16.1 |

Fonte:

## Vida pessoal
O pai de White, Donald, já jogou basquete universitário na Carolina do Norte antes de se tornar operário até sua morte em 15 de agosto de 2017, vitima de câncer de fígado.

Sua mãe, Bonita, é gerente de uma companhia de seguros. Ele também tem uma irmã, Tia, e um irmão mais velho, Will, que jogou basquete e atualmente é treinador assistente da Mars Hill University.